# 大野達三
大野 達三（おおの たつぞう、1922年7月14日 - 2002年12月12日）は、日本の著作家。本名は兼房次男（けんぼう つぎお）。東京都出身。早稲田大学中退。全法務労働組合の初代委員長、日本共産党中央委員会法規対策部副部長などを歴任。

## 著書
- 『日本の警察』（新日本出版社、1995年、ISBN 4406023844）
- 『日本の検察』（新日本出版社、1992年、ISBN 4406021272）
- 『松川事件の犯人を追って』（新日本出版社、1991年、ISBN 440602025X）
- 『警備公安警察の素顔』（新日本出版社、1988年、ISBN 4406015922）
- 『夜明けの旗 : 梨木作次郎物語』（労働旬報社、1986年 ISBN 4845100266）：矢吹紀人、中井安治との編著
- 『多角研究政党法とはなにか』（新日本出版社、1984年）：上田誠吉との編著
- 『「昭和維新」と右翼テロ』 （新日本出版社、1981年）
- 『謀略の軌跡』 （新日本出版社、1977年）
- 『日本の政治警察』（新日本出版社、1973年、ISBN 4406002081）
- 『財界奥の院』（新日本出版社、1967年）
- 『知られざる支配者たち』（新日本新書、1967年）
- 『アメリカから来たスパイたち』（新日本出版社、1965年）
- 『謀略』 （三一書房、1960年）：岡崎万寿秀との共著